# Балог Михайло
о. Михайло Балог (1857—1916) — греко-католицький вікарій у Марамороському Сиґоті.

## Дитинство та юнацькі роки
Народився в Лазах поблизу Ужгорода у родині священника.
Після закінчення народної школи вступає в ужгородську гімназію, потім вивчає теологію і висвячується на священника.

## Служіння
Здобуває диплом професора теології та отримує призначення до села В.Копаня в Угорщині. Далі єпископ Юлій Фірцак іменує його головним парохом Мараморощини, в Марамориський Сигіт. У 1898 р. затверджений вікарієм Мараморощини.
В церквах вікаріату сприяв організації хорів, залученню священників до громадських справ.

## Діяльність
Насамперед молодий священник проявив чуйність, визначаючи потреби пастви, серед якої служив. Скарги представників народу не оминали його уваги. На допомогу людям береться до організації промислу та кооператив, зокрема ним фактично створені:
- ткальня, яка вже через 5 літ забезпечувала для околиці Сиґоту із 45 сіл навчання 140 дівчат вишиванню і 186 тканню.

Клочурак:
 «…Дівчата зготовили за цей час 8538 кусів вишивок і килимів у ціні 80.692 корон»..
- плетарні, в цих працює 630 осіб, які за 5 літ зготовили 134.908 кусів всяких корзин у ціні 42.044 корон.
- споживчі кооперативи
- умови для випасання селянами на полонинах корів швейцарської породи замість алданської, яка важко пристосувалася до таких умов
- умови для радикального зменшення залежності селян від лихварів
- бурса (інтернат) св. Миколи в Сиготі (1899 рік), в якому проживали юнаки-русини під час навчання у класичній гімназії римо-католицьких монахів-піяристів, що показує про плекання о. Балогом виховання молодої еліти.

«Наука», редагована о. А.Волошиним (1908): «Михаиль Балогь основав в Сиґоті бурсу для синові, Мараморошского руського народа, в-ь котрой ежерочно 20 учениковь достає квартирь и кость за уміренну сумму, а З—4 из нихь совсім безплатно. Сей бурсі можно дяковати, же число синовії нашихь учившихся вь гимназіяхії бистро умножается и наші сины межи товаришами своими суть найлучші».
«Тисівська Долина», редагована А. Штефаном (чис. 33 за 19 серпня 1909 р.): «На святі з'явилося багато публіки, вищі урядники й нарід. Цілком неочікувано довідалися присутні, що в бурсі з року на рік перебуває 48 студентів, за місячну оплату 24 корони а з них 12 студентів цілком безплатно… Здається неймовірним, як можна з 8767 корон цілий рік видержувати студентів і саму інституцію а притім заоща дити ще 800 корон. Це лише той може порозуміти, хто знає о. Михайла Балога, який при своєму великому занятті завжди знаходив часу на те, аби піклюватися інституцією й знаходи ти грошей на її удержування».
Клочурак: «…ані ввесь нарід, ані він сам невсилі вибороти українську середню школу, коли режім мадярізував вже й народні школи, тому вважав, що бурса, вибудована й вдержу вана русинами вратує те, що ще можна вратувати: народню свідомість будучих священників, нотарів, офіцерів і адвокатів. Та в цьому він не помилився. Знаємо майже кожного вихованця, що перебував в тій бурсі. Ані один з них не зрадив своєї національности. А що більше, всі вони які тільки зісталися на Підкарпатті, є вірними синами свого народу».

## Політична діяльність
- переміг у волівському окрузі і став послом угорського парламенту
- спільно з Еганом з Ужгородського округу лобіював інтереси русинів, насамперед проти лихварства і спекуляції
- захист русинів у воєнні часи, обвинувачуваних старшинами австро-угорської армії у шпигунстві
- протестував проти заборон угорського уряду кирилиці та старослов'янської мови в церковному богослуженні, а також проповідей українською

Клочурак: Пригадую собі, що мені сказав о. Михайло Балог 1914-го року, коли я після матури відвідав його, як колишній вихованець бурси «Св. Михайла» в Сиґоті, щоби з ним попрощатися. Це була моя остання встріча з цим великим патріотом і батьком нашого народа. Він на прощання сказав мені: «Дивися, сине, ти виучишся на пана, на лікара, або адвоката. Ніколи не забувай, що твій батько єсть простим селянином — русином. І вся твоя родина це прості русини. Ніколи за них не забувай, бо я на те гуртував всіх вас селянських синів, щоби ви нашому народові помагали. Всі народи мають щось, але ми не маємо нічого». Ці слова я повторяю не тільки тому, аби пригадати їх бувшим вихованцям бурси Св. Михайла в Сиґоті, але всій нашій інтелігенції, яка виходить і стає паном.